# Luciano Sušanj
Luciano Sušanj (10. listopadu 1948, Rijeka – 14. dubna 2024) byl chorvatský atlet, startující za Jugoslávii, jehož hlavní disciplínou byl běh na 800 metrů, mistr Evropy z roku 1974.
Začínal jako sprinter, na počátku sedmdesátých let se přeorientoval na tratě 400 a 800 metrů. V roce 1973 se stal halovým mistrem Evropy v běhu na 400 metrů, kdy zároveň vytvořil halový světový rekord na této trati 46,38. O rok později se stal halovým mistrem Evropy na dvojnásobné trati. Jeho nejvýznamnějším úspěchem se stal titul mistra Evropy na 800 metrů z roku 1974, kdy porazil o 1,5 sekundy tehdejšího světového rekordmana, Itala Marcella Fiasconara. Vytvořil přitom svůj osobní rekord 1:44,07. Po tomto úspěchu se jako otec dvou malých dětí věnoval především rodině. Startoval ještě na olympiádě v Montrealu v roce 1976, kde skončil ve finále běhu na 800 metrů šestý. Krátce po olympiádě ukončil sportovní kariéru.
V devadesátých letech 20. století vstoupil do veřejného života Chorvatska – v letech 1990 a 2000 byl zvolen poslancem. V roce 2000 se stal předsedou Chorvatského atletického svazu a místopředsedou Chorvatského olympijského výboru.